# Championnats d'Europe de VTT 2009
Navigation
Édition précédente Édition suivante
Les championnats d'Europe de VTT 2009 pour le VTT cross-country ont lieu du 9 au 12 juillet à  Zoetermeer aux Pays-Bas. Ils sont organisés par l'Union européenne de cyclisme. Le cross-country marathon a lieu le 20 septembre à Tartu en Estonie.

## Résultats

### Cross-country
| Épreuve                | Vainqueur                                                               | Deuxième                                                          | Troisième                                                                          |
| ---------------------- | ----------------------------------------------------------------------- | ----------------------------------------------------------------- | ---------------------------------------------------------------------------------- |
| Hommes                 | Ralph Näf                                                               | José Antonio Hermida                                              | Sven Nys                                                                           |
| Hommes                 | 2 h 13 min 10 s                                                         | + 1 min 39 s                                                      | + 3 min 12 s                                                                       |
| Femmes                 | Maja Włoszczowska                                                       | Irina Kalentieva                                                  | Sabine Spitz                                                                       |
| Femmes                 | 1 h 47 min 30 s                                                         | + 18 s                                                            | + 38 s                                                                             |
| Hommes moins de 23 ans | Fabian Giger                                                            | Thomas Litscher                                                   | Lukas Kaufmann                                                                     |
| Hommes moins de 23 ans | 1 h 45 min 35 s                                                         | + 32 s                                                            | + 2 min 03 s                                                                       |
| Femmes moins de 23 ans | Aleksandra Dawidowicz                                                   | Alexandra Engen                                                   | Julie Bresset                                                                      |
| Femmes moins de 23 ans | 1 h 30 min 59 s                                                         | + 2 min 09 s                                                      | + 4 min 06 s                                                                       |
| Hommes juniors         | Gerhard Kerschbaumer                                                    | Michiel van der Heijden                                           | Martin Gluth                                                                       |
| Hommes juniors         | 1 h 27 min 20 s                                                         | + 5 s                                                             | + 54 s                                                                             |
| Femmes juniors         | Pauline Ferrand-Prévot                                                  | Michelle Hediger                                                  | Anne Terpstra                                                                      |
| Femmes juniors         | 1 h 40 min 05 s                                                         | + 27 s                                                            | + 3 min 55 s                                                                       |
| Relais mixte           | Suède Emil Lindgren Tobias Ludvigsson Matthias Wengelin Alexandra Engen | Suisse Thomas Litscher Ralph Näf Roger Walder Nathalie Schneitter | Pays-Bas Michiel van der Heijden Rudi van Houts Irjan Luttenberg Sanne van Paassen |
| Relais mixte           | 52 min 06 s                                                             | + 54 s                                                            | + 1 min 08 s                                                                       |

### Cross-country marathon
| Épreuve | Vainqueur       | Deuxième          | Troisième     |
| ------- | --------------- | ----------------- | ------------- |
| Hommes  | Allan Oras      | Kalle Kriit       | Caspar Austa  |
| Hommes  | 2 h 34 min 49 s | + 4 s             | + 3 min 18 s  |
| Femmes  | Gunn-Rita Dahle | Maja Wloszczowska | Ivanda Eiduka |
| Femmes  | 2 h 51 min 34 s | + 2 min 20 s      | + 2 min 24 s  |